# 李容浩
李容浩（1956年7月10日—），其他中文媒体译作李勇浩，朝鮮民主主義人民共和國政治人物，現任朝鮮勞動黨中央政治局委員、最高人民會議代議員，曾任外務相（外交部長）。消息指其已被处决，但无法独立证实。

## 生平
李容浩之父為前朝鮮勞動黨組織指導部部長李明濟。李容浩在平壤外語大學畢業後成為外交官員。1985年，他被委派到駐瑞典大使館工作。三年後返回，出任外務省國際機構局指導員。
1995年，成為外務省參事。2003年8月，被委任為駐英國大使。翌年2月，改為駐愛爾蘭大使。
2010年9月，他被起用為外務省副相，並入選朝鮮勞動黨中央委員會候補委員名單。不時以六方會談代表身份出訪美國和德國等地，探討朝鮮核問題。
2017年10月7日，李容浩在朝鲜勞動黨第七屆中央委員會第二次全體會議上，當選朝鲜劳动党中央政治局委员，正式進入決策層。
2019年2月，出席朝美首腦會談。同年3月，於最高人民會議選舉當選，隨後當選國務委員會委員。
2020年1月19日，被李善權取代出任外务相。4月，被免去國務委員會委員。
据2023年韩国国家情报院和2024年流亡的前朝鲜驻古巴外交官李一奎透露，李容浩被清洗而失去音訊，而日本《读卖新闻》指出其被处决。